# 여치과
여치과는 메뚜기목의 여치아목의 한 과이다. 메뚜기목 곤충들이 그렇듯이, 번데기 과정이 없이 허물벗기로 어른벌레가 된다.
주로 풀 위에서 서식한다. 더듬이는 길고, 몸빛깔은 녹색에서 갈색까지 다양하다. 대부분 귀뚜라미에 비해 날개와 뒷다리가 보다 발달되어 있다. 수컷은 날개에 발음기가 있어 좌우의 날개를 마찰시켜 소리를 낸다. 입은 무는형이며 겹눈은 그다지 크지 않다. 앞날개는 자신을 위장하기 위해 대체로 식물의 잎 모양이다. 수컷의 발음기는 앞날개의 기부에 있다. 또 귀(고막)는 암수 모두 앞다리의 경절(脛節) 위쪽에 있다. 뒷다리는 발달된 뛰는다리이며, 발목마디는 네 마디로 되어 있다. 수컷의 꼬리털은 다양한 형태로 변화되어 있다. 암컷의 산란관은 칼모양·낫모양인데 귀뚜라미보다 세로로 폭이 넓은 형태를 하고 있다. 몸의 크기는 7mm 정도의 작은 것에서부터 날개를 편 길이가 10cm를 넘는 것까지 여러 가지이다.
식성은 잡식성, 육식성, 초식성이 있으며 대부분이 육식성이다. 메뚜기목 곤충들이 그렇듯이 뒷다리를 이용하여 멀리 뛸 수 있다. 수컷은 잘 울며, 울음으로 암컷을 유인한다. 산란은 일반적으로 식물의 줄기나 땅 속에 흩어지게 알을 낳는다. 대개 알로 월동하지만 성충으로 월동하는 종류도 있다. 천적으로는 새, 개구리, 사마귀, 조롱박벌, 말벌, 같은 육식성 여치류, 그리고 여치류의 몸 속에 기생하는 연가시류가 있다.

## 생태

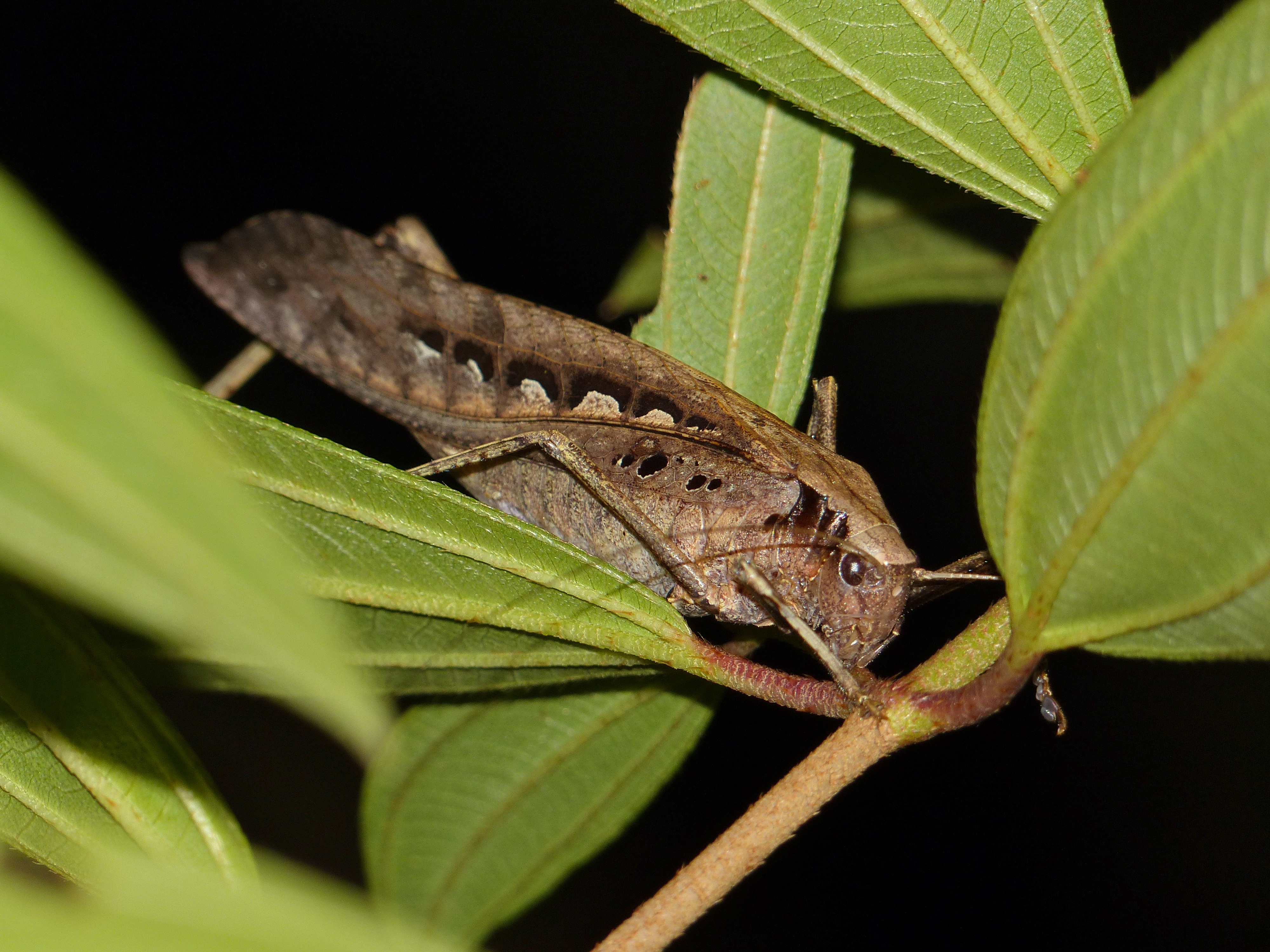
초식성 여치인 철써기의 일종(Mecopoda elongata)

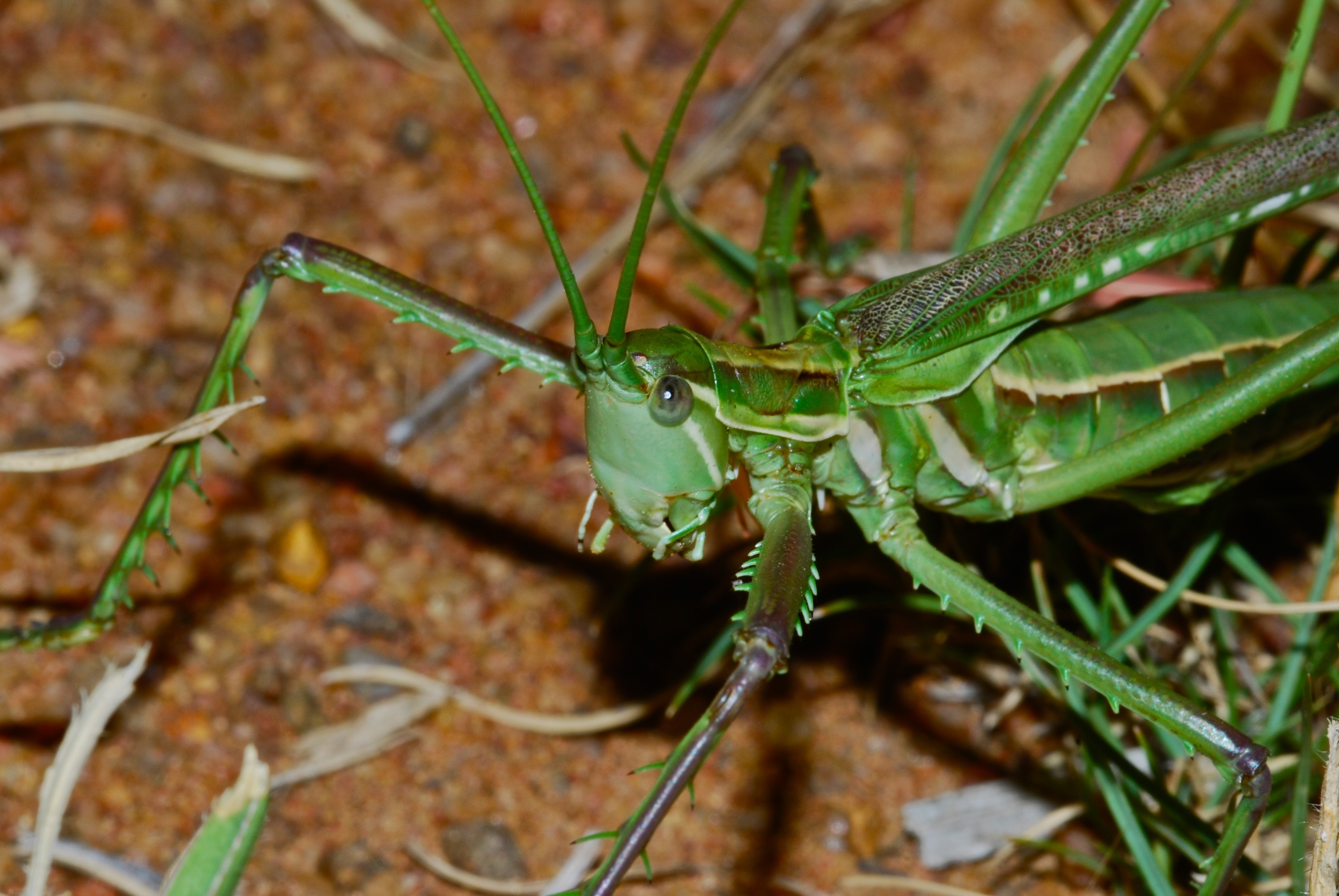
포식성 여치 Clonia wahlbergi

여치류는 식성에 따라 육식성과 초식성으로 나뉜다. 육식성 여치류의 경우 자기보다 작은곤충을 먹지만, 간혹 청개구리나 사마귀의 애벌레를 잡아먹기도 한다. 심지어는 먹이가 부족하면 동족도 공격하여 잡아먹으므로 사육시에는 여러 마리를 한번에 기르는 것은 피해야 한다. 초식성 곤충인 메뚜기와 비슷하게 생겨 초식성으로 오해하여, 육식성 여치 사육시 풀을 주는 사람도 있는데, 육식성 여치는 식물성 먹이를 먹기도 하지만 식물보다는 동물성 먹이를 더 좋아한다.
하지만 실베짱이처럼 다른 동물을 잡아먹지 않고 초식을 하는 여치류도 있다. 초식성 여치류는 주로 꽃가루나 풀잎 등을 먹고 살지만 종종 곤충의 시체를 먹기도 한다.

## 분류
- 여치상과 (Tettigonioidea)
  - 여치과 (Tettigoniidae)
    - 민충이아과 (Bradyporinae)
    - Hetrodinae
    - 실베짱이아과 (Phaneropterinae)
    - 철써기아과 (Mecopodinae)
    - Pseudophyllinae
    - 어리쌕쌔기아과 (Meconematinae)
    - 여치아과 (Tettigoniinae)
    - Saginae
    - Austrosaginae
    - 베짱이아과 (Hexacentrinae)
    - 쌕쌔기아과 (Conocephalinae)
    - Acridoxeinae
    - Lipotactinae
    - Listroscelidinae
    - Microtettiigoninae
    - Phasmodinae
    - Phyllophorinae

## 일부 종류
- 베짱이
- 실베짱이
- 쌕쌔기
- 여치
- 갈색여치
- 중베짱이
- 철써기